# Paranthura polynesica
Paranthura polynesica is een pissebed uit de familie Paranthuridae. De wetenschappelijke naam van de soort is voor het eerst geldig gepubliceerd in 1979 door Brian Frederick Kensley.